# Борятин (Житомирський район)
Боря́тин (раніше — Бурятин) — село в Україні, в Романівській селищній територіальній громаді Житомирського району Житомирської області. Кількість населення становить 117 осіб (2001). У 1923—54 роках — адміністративний центр однойменної сільської ради.

## Населення
У 1906 році в поселенні налічувалося 267 жителів, дворів — 51, у 1923 році — 53 двори та 252 мешканці.
Відповідно до результатів перепису населення СРСР, кількість населення, станом на 12 січня 1989 року, становила 156 осіб. Станом на 5 грудня 2001 року, відповідно до перепису населення України, кількість мешканців села становила 117 осіб.

## Історія
В другій половині 19 століття — Бурятин, сільце Житомирського повіту Волинської губернії, належало до православної парафії Святої Трійці в Чуднові, за 10 верст.
У 1906 році — Борятин, сільце Чуднівської волості (3-го стану) Житомирського повіту Волинської губернії. Відстань до повітового та губернського центру, м. Житомир, становила 58 верст, до волосного центру, містечка Чуднів — 10 верст. Найближче поштово-телеграфне відділення розташовувалося в Чуднові.
У 1923 році увійшло до складу новоствореної Борятинської сільської ради, котра, 7 березня 1923 року, включена до складу новоутвореного Чуднівського району Житомирської (згодом — Волинська) округи; адміністративний центр ради. Розміщувалося за 10 верст від районного центру, міст. Чуднів.
23 вересня 1925 року, відповідно до постанови ВУЦВК та РНК «Про зміни в адміністративно-територіальному поділі Житомирської та Коростенської округ», в складі сільської ради, передане до Романівського (згодом — Дзержинський) району Волинської округи. 11 серпня 1954 внаслідок ліквідації Борятинської сільської ради, передане до складу Сіряківської (згодом — Ягодинська) сільської ради Дзержинського (згодом — Романівський) району Житомирської області.
У 2020 році, відповідно до розпорядження Кабінету Міністрів України № 711-р від 12 червня 2020 року «Про визначення адміністративних центрів та затвердження територій територіальних громад Житомирської області», територію та населені пункти Ягодинської сільської ради Романівського району включено до складу Романівської селищної територіальної громади Житомирського району Житомирської області.